# Лузановка (Черкасская область)
Луза́новка (укр. Лузанівка) — село в Каменском районе Черкасской области Украины.
Население по переписи 2001 года составляло 946 человек. Почтовый индекс — 20830. Телефонный код — 4732.

## Известные уроженцы
- Ищенко, Николай Григорьевич (1926—2013) — журналист, писатель, публицист, учёный, общественный деятель, доктор филологических наук.
- Бойко, Михаил Федосеевич (1942 г.рожд.) — биолог, ботаник, эколог, доктор биологических наук, профессор, Заслуженный деятель науки и техники Украины.

## Местный совет
20830, Черкасская обл., Каменский р-н, с. Лузановка, ул. Центральная, 2